# Aldridge Brownhills
Aldridge Brownhills är en unparished area i Walsall distrikt i West Midlands grevskap i England. Det inkluderar Aldridge, Barr Common, Brownhills, Clayhanger, Daw End, Hardwick, Heath End, Highbridge, High Heath, Holly Bank, Leighswood, Pheasey, Pelsall, Pelsall Wood, Rushall, Shelfield, Shire Oak, Streetly, Stubber's Green, Vigo och Walsall Wood. Unparished area har 83 159 invånare (2001). Fram till 1974 var det ett separat distrikt.